# Thoiras-Corbès
Thoiras-Corbès ist eine französische Gemeinde mit 603 Einwohnern (Stand: 1. Januar 2022) im Département Gard in der Region Okzitanien (vor 2016 Languedoc-Roussillon). Sie gehört zum Arrondissement Alès und ist Mitglied im Gemeindeverband Alès Agglomération.
Sie entstand mit Wirkung vom 1. Januar 2025 als Commune nouvelle durch Zusammenlegung der bis dahin selbstständigen Gemeinden Thoiras und Corbès, die fortan den Status als Communes déléguées besitzen. Der Verwaltungssitz befindet sich in Thoiras.

## Gemeindegliederung
| Commune déléguée          | Ehemaliger INSEE-Code | PLZ   | Fläche (km²) | Einwohnerzahl (2022) |
| ------------------------- | --------------------- | ----- | ------------ | -------------------- |
| Thoiras (Verwaltungssitz) | 30329                 | 30140 | 22,89        | 447                  |
| Corbès                    | 30094                 | 30140 | 03,28        | 156                  |

## Geografie
Thoiras-Corbès liegt am Fuß der Cévennen etwa 14 Kilometer südwestlich von Alès und etwa 43 Kilometer nordwestlich von Nîmes. Das Gemeindegebiet wird entwässert vom Gard, vom Gardon de Saint-Jean, vom Ruisseau de Boissonson, vom Ruisseau de la Doucette, von der Salindrenque, vom Ruisseau Aiguemortes und verschiedenen kleineren Wasserläufen. Das Zentrum liegt auf einer Höhe von etwa 215 m. Das Relief des Gebiets ist gebirgig mit eingeschnittenen Flusstälern und steigt im Westen mit Erhebungen von 503 m an. Der tiefste Punkt wird im Nordwesten beim Austritt des Gard aus dem Gemeindegebiet mit 130 m gemessen.
Teile des Gebiets von Thoiras-Corbès gehören zu den Natura-2000-Schutzgebieten „Vallée du Gardon de Saint-Jean“ (FR9101368) und „Vallée du Gardon de Mialet“ (FR9101367) sowie von drei ZNIEFF-Naturzonen.
Umgeben wird Thoiras-Corbès von den zehn Nachbargemeinden:
| Saint-Jean-du-Gard                   | Mialet                                      | Générargues              |
| Sainte-Croix-de-Caderle              | Kompassrose, die auf Nachbargemeinden zeigt | Anduze                   |
| Lasalle Saint-Bonnet-de-Salendrinque | Vabres Saint-Félix-de-Pallières             | Tornac (Berührungspunkt) |

## Sehenswürdigkeiten
in Thoiras
- Romanische protestantische Kirche aus dem 11. Und 12. Jahrhundert
- Scbloss Thoiras aus dem 14. Jahrhundert, seit 1995 in Teilen als Monument historique eingeschrieben
- Schloss Prades
- Schloss Malérargues aus dem 16. Jahrhundert
- Seidenzwirnmühle Le Pont des Salindres, genannt Seidenzwirnmühle Volpellière, 1856 errichtet
- Grotte Valaurie, Unterschlupf der Kamisarden vor Verfolgung nach dem Edikt von Fontainebleau

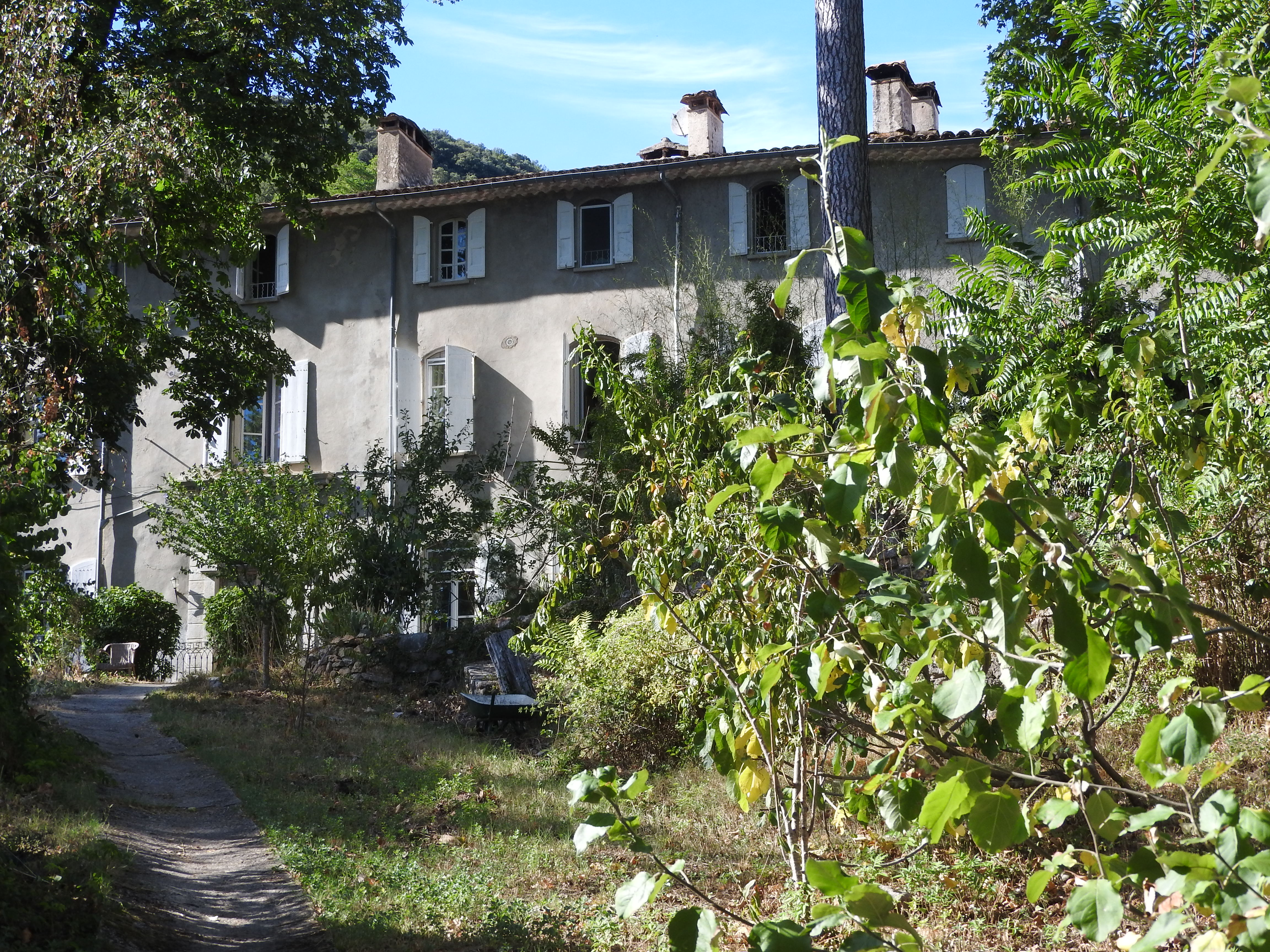
Schloss Malérargues
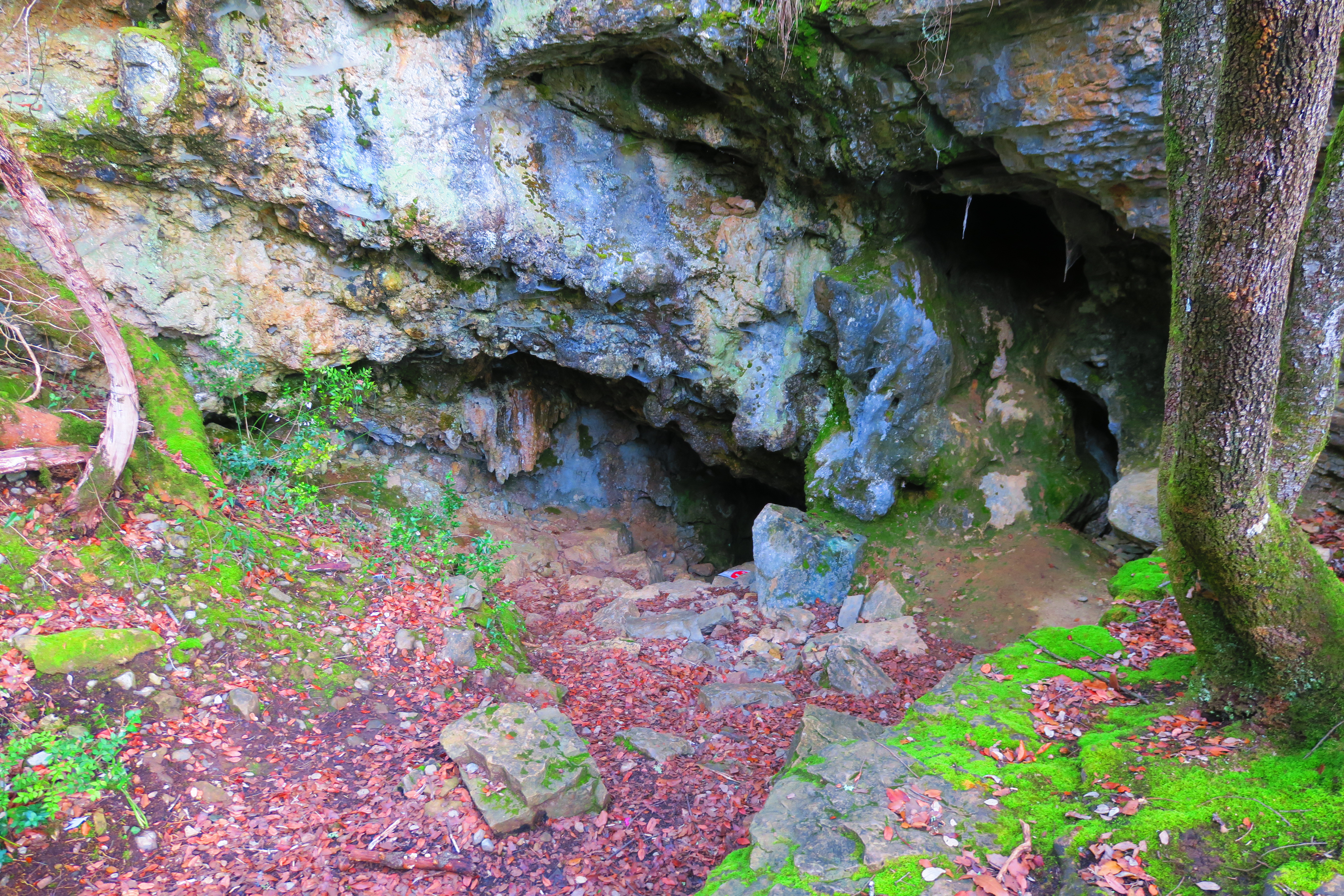
Eingang zur Grotte Valaurie

in Corbès
- Eisenbahnbrücke Pont du Mescladou aus dem frühen 20. Jahrhundert
- Geschlossener Garten von 1774
- Getreidemühle und Pyrit-, Blei- und Zinkmine im Weiler Les Adams aus dem 19. Jahrhundert
- Walkmühle, genannt Mühle Baron, später Papierfabrik, errichtet 1791

## Sport und Freizeit
- Der GR 61, ein 35 Kilometer langer Fernwanderweg von Anduze bis zum Col de l’Asclier, durchquert den Nationalpark Cevennen und führt durch das nördliche Gemeindegebiet.[3]

- Der GR 67 „Tour du Pays Cévenol“, ein 125 Kilometer langer Rundwanderweg von Anduze, führt über die gleiche Strecke durch das nördliche Gemeindegebiet.[4]

- Der Train à vapeur des Cévennes ist eine Museumsbahn, die von Anduz nach Saint-Jean-du-Gard ohne Halt durch Thoiras-Corbès führt.

## Bildung
Die Gemeinde verfügt über eine öffentliche Vor- und Grundschule (École primaire) in Thoiras mit 55 Schülerinnen und Schülern im Schuljahr 2024/2025.

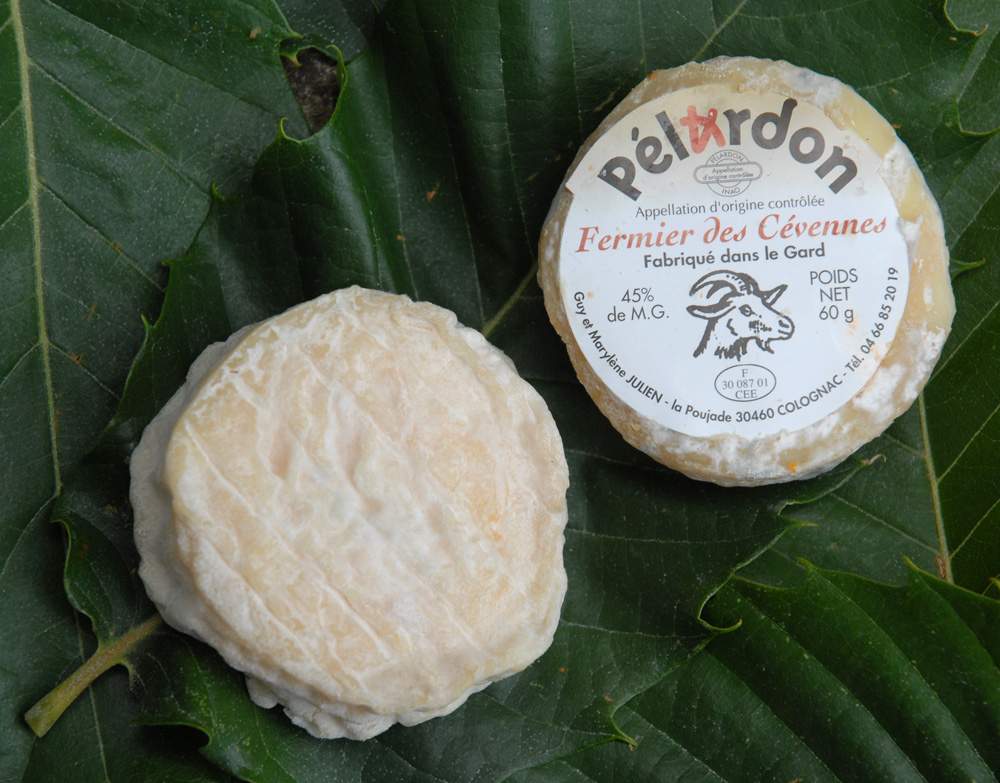
Pélardon-Käse

## Wirtschaft
Thoiras-Corbès liegt in den Zonen AOC
- der Kastanien der Cévennen und
- des Pélardons, einem Weichkäse aus Ziegenmilch.[6]

## Verkehr
Thoiras-Corbès liegt abseits größerer Verkehrsachsen. Die Departementsstraße D 907, die ehemalige Route nationale 107 von Nîmes über Anduze nach Florac Trois Rivières über Saint-Jean-du-Gard, durchquert das Gemeindegebiet von Ost nach Nordwest. Die Departementsstraße D 57 wird in südwestlicher Richtung nach Lasalle geführt. Nachgeordnete Departementsstraßen und lokale Landstreßen verbinden die Orte und Weiler miteinander und mit weiteren Nachbargemeinden.
Busse einer Linie der Transportgesellschaft liO der Region Okzitanien verbinden die Gemeinde mit Nîmes und Saint-Jean-du-Gard.